# Sauverny
Sauverny település Franciaországban, Ain megyében. Lakosainak száma 1003 fő (2022. január 1.). Sauverny Cessy, Grilly, Versonnex és Versoix községekkel határos.

## Népesség
A település népessége az elmúlt években az alábbi módon változott:
| Lakosok száma | 170  | 555  | 1067 | 1118 | 1059 | 1037 | 1009 | 978  | 988  | 1003 |
|               | 1968 | 1982 | 1990 | 2006 | 2013 | 2015 | 2017 | 2019 | 2020 | 2022 |